# Akaa-Volley 2017-2018
Questa voce raccoglie le informazioni riguardanti l'Akaa-Volley nelle competizioni ufficiali della stagione 2017-2018.

## Organigramma societario
Area direttiva
- Presidente: Risto Lahti

Area tecnica
- Allenatore: Lauri Tihinen
- Allenatore in seconda: Jussi Heino
- Scoutman: Jukka-Pekka Humaloja

## Rosa
| N° | Nome               | Ruolo | Data di nascita   | Nazionalità sportiva |
| -- | ------------------ | ----- | ----------------- | -------------------- |
| 1  | Hasse Mattila      | L     | 27 dicembre 1990  | Finlandia            |
| 2  | Arttu Löfgren      | S     | 4 febbraio 1987   | Finlandia            |
| 3  | Ryan Mather        | O     | 14 gennaio 1993   | Stati Uniti          |
| 4  | Teemu Kuusela      | S     | 20 ottobre 1994   | Finlandia            |
| 5  | Ivan Walter        | S     | 16 febbraio 1982  | Brasile              |
| 6  | Antti Poikela      | S     | 6 aprile 1989     | Finlandia            |
| 7  | Teemu Koivunen     | C     | 18 luglio 1991    | Finlandia            |
| 8  | Ossi Heino         | P     | 11 maggio 1983    | Finlandia            |
| 8  | Juuso Rautakorpi   | P     | 1996              | Finlandia            |
| 9  | Sakari Liehu       | L     | 30 dicembre 1996  | Finlandia            |
| 11 | Voitto Köykkä      | L     | 3 giugno 1999     | Finlandia            |
| 12 | Scott Siwicki      | C     | 1º gennaio 1992   | Stati Uniti          |
| 13 | Kalle Becker       | C     | 30 settembre 1987 | Finlandia            |
| 15 | Jukka-Pekka Tuikka | C     | 17 agosto 1980    | Finlandia            |
| 16 | Dmitri Borichev    | O     | 27 gennaio 1988   | Finlandia            |
| 17 | Joni Mikkonen      | S     | 13 giugno 1986    | Finlandia            |
| 18 | Mikko Kuusela      | P     | 20 ottobre 1994   | Finlandia            |

## Statistiche

### Statistiche dei giocatori
| Giocatore     | L. Mestaruusliiga | L. Mestaruusliiga | L. Mestaruusliiga | L. Mestaruusliiga | L. Mestaruusliiga | Coppa di Finlandia | Coppa di Finlandia | Coppa di Finlandia | Coppa di Finlandia | Coppa di Finlandia | Totale | Totale | Totale | Totale | Totale |
| Giocatore     | P                 | PT                | AV                | MV                | BV                | P                  | PT                 | AV                 | MV                 | BV                 | P      | PT     | AV     | MV     | BV     |
| ------------- | ----------------- | ----------------- | ----------------- | ----------------- | ----------------- | ------------------ | ------------------ | ------------------ | ------------------ | ------------------ | ------ | ------ | ------ | ------ | ------ |
| K. Becker     | 1                 | 0                 | 0                 | 0                 | 0                 | -                  | -                  | -                  | -                  | -                  | 1      | 0      | 0      | 0      | 0      |
| D. Borichev   | 31                | 233               | 205               | 21                | 7                 | 0                  | 0                  | 0                  | 0                  | 0                  | 31     | 233    | 205    | 21     | 7      |
| O. Heino      | 31                | 56                | 21                | 6                 | 29                | 1                  | 0                  | 0                  | 0                  | 0                  | 32     | 56     | 21     | 6      | 29     |
| T. Koivunen   | 31                | 232               | 173               | 37                | 22                | 1                  | 4                  | 4                  | 0                  | 0                  | 32     | 236    | 177    | 37     | 22     |
| V. Köykkä     | 13                | 0                 | 0                 | 0                 | 0                 | -                  | -                  | -                  | -                  | -                  | 13     | 0      | 0      | 0      | 0      |
| M. Kuusela    | 27                | 42                | 25                | 7                 | 10                | 1                  | 2                  | 1                  | 0                  | 1                  | 28     | 44     | 26     | 7      | 11     |
| T. Kuusela    | 27                | 82                | 59                | 11                | 12                | 0                  | 0                  | 0                  | 0                  | 0                  | 27     | 82     | 59     | 11     | 12     |
| S. Liehu      | 26                | 1                 | 0                 | 0                 | 1                 | 1                  | 0                  | 0                  | 0                  | 0                  | 27     | 1      | 0      | 0      | 1      |
| A. Löfgren    | 11                | 13                | 8                 | 3                 | 2                 | 0                  | 0                  | 0                  | 0                  | 0                  | 11     | 13     | 8      | 3      | 2      |
| R. Mather     | 31                | 148               | 122               | 11                | 15                | 1                  | 1                  | 1                  | 0                  | 0                  | 32     | 149    | 123    | 11     | 15     |
| H. Mattila    | 19                | 2                 | 0                 | 0                 | 2                 | 1                  | 0                  | 0                  | 0                  | 0                  | 20     | 2      | 0      | 0      | 2      |
| J. Mikkonen   | 32                | 482               | 424               | 35                | 23                | 1                  | 14                 | 13                 | 1                  | 0                  | 33     | 496    | 437    | 36     | 23     |
| A. Poikela    | 9                 | 117               | 105               | 5                 | 7                 | 1                  | 11                 | 10                 | 1                  | 0                  | 10     | 128    | 115    | 6      | 7      |
| J. Rautakorpi | 0                 | 0                 | 0                 | 0                 | 0                 | -                  | -                  | -                  | -                  | -                  | 0      | 0      | 0      | 0      | 0      |
| S. Siwicki    | 32                | 279               | 189               | 73                | 20                | 1                  | 14                 | 8                  | 1                  | 5                  | 33     | 293    | 197    | 74     | 25     |
| J.P. Tuikka   | 15                | 6                 | 2                 | 2                 | 2                 | 0                  | 0                  | 0                  | 0                  | 0                  | 15     | 6      | 2      | 2      | 2      |
| I. Walter     | 17                | 137               | 103               | 16                | 18                | -                  | -                  | -                  | -                  | -                  | 17     | 137    | 103    | 16     | 18     |

P = presenze; PT = punti totali; AV = attacchi vincenti; MV = muri vincenti; BV = battute vincenti